# Création (Bible)
Pour les articles homonymes, voir Création.
 (décembre 2018).
La création (hébreu : מעשה בראשית maassè Bereshit) inaugure le Livre de la Genèse, premier texte du corpus de la Bible.
La création du monde est relatée dans deux récits successifs dans les deux premiers chapitres du Livre de la Genèse. Dans le premier (Genèse 1-2:4), Dieu, entité nommée Elohim en hébreu, crée les cieux et la Terre en six jours, puis se repose et sanctifie le septième jour. Il ordonne progressivement sa création pour y installer l’Adam, un mâle et une femelle qu’il a créés à son image afin de régner sur sa création. Dans le second récit (Genèse 2:4-25), Dieu, désigné par son nom personnel YHWH, crée Adam, le premier homme, à partir de la glaise et le place dans le jardin d'Éden, qu’il a pour fonction de cultiver. Adam nomme les animaux mais ne trouve pas de compagne, et celle-ci est façonnée à partir de l’un de ses côtés.
Ce double récit originel affirme la création de l'Univers ex nihilo, dans une optique monothéiste qui fonde la pensée religieuse du judaïsme et plus tard du christianisme et de l'islam, formant de ce fait la conception du monde par l’Occident jusqu’à l’ère moderne. La révolution copernicienne, prélude à l’étude scientifique du développement de l’univers, semble infirmer tout ou partie de ses données ; d’aucuns décident alors d’ignorer les découvertes de la science et professent le créationnisme. L’évolution de l’exégèse biblique au XIXe siècle donne lieu à un autre débat entre une lecture « traditionaliste » de la Bible — qui tient le chapitre pour historiquement exact et preuve concrète de la révélation divine — et une relecture « moderne » qui n’y voit qu’un recueil de mythes constitué par les Israélites en réponse à la cosmologie mésopotamienne.

## Analyse textuelle

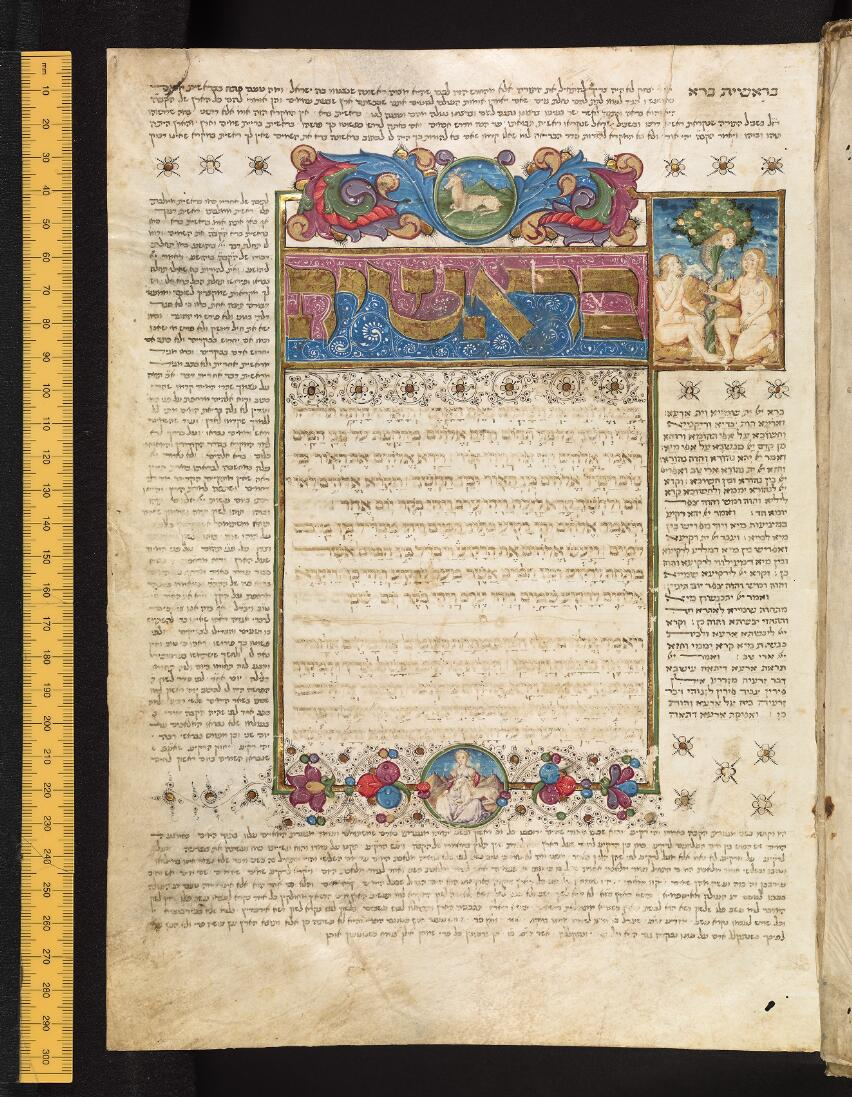
Première page de Bereshit avec le Targoum d'Onkelos, 1472.

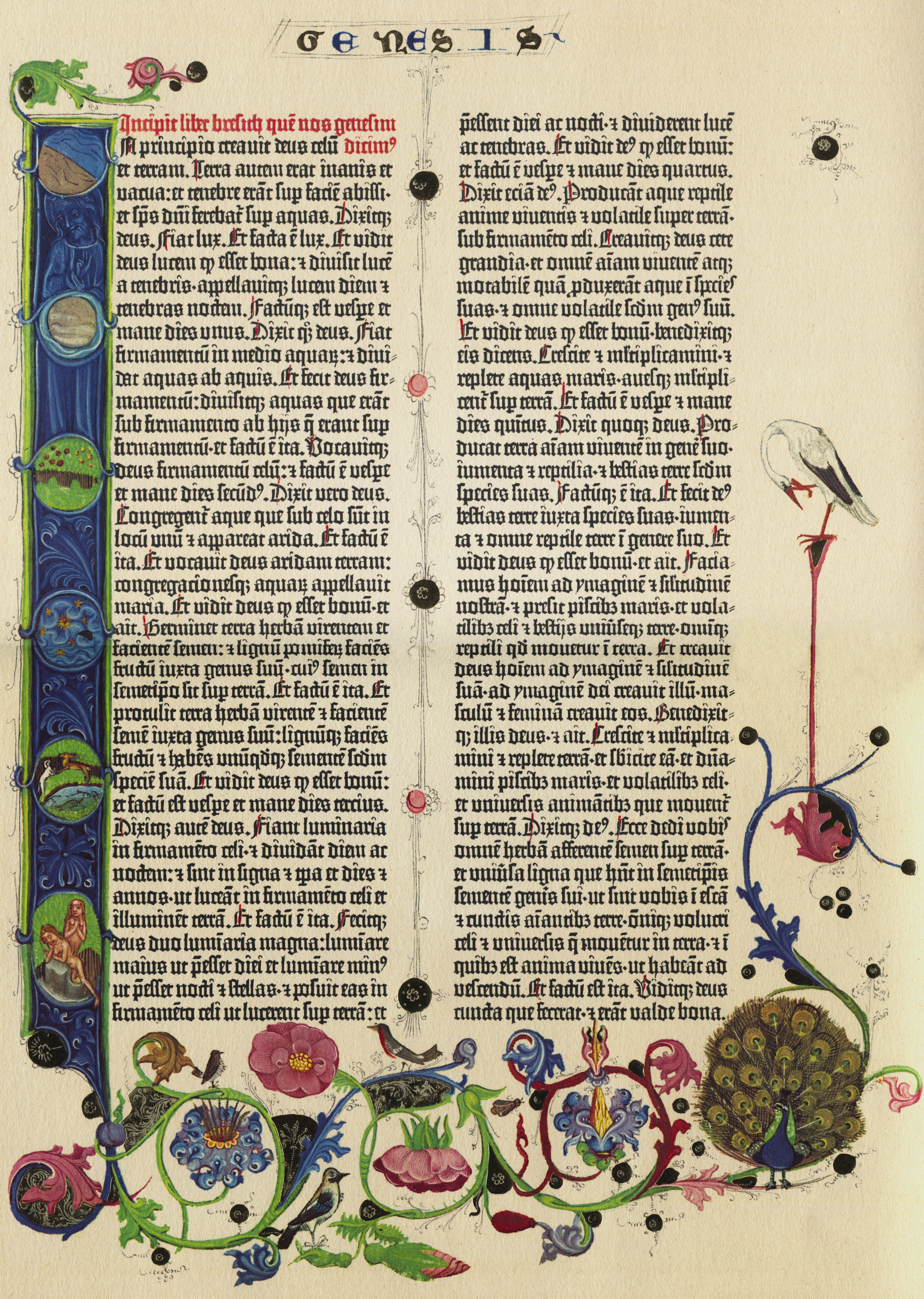
Livre de la Genèse, chapitre 1 de la Vulgate, Bible de Gutenberg (1455), Bibliothèque nationale de Berlin.

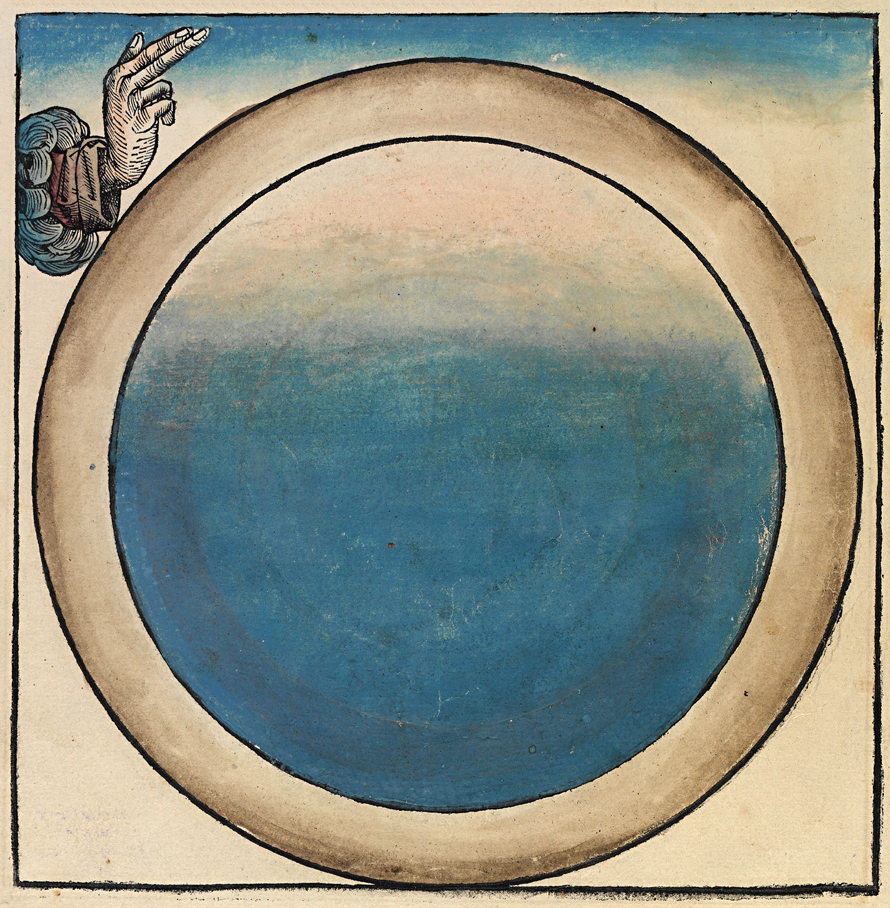
Le Premier Jour de la création, Chronique de Nuremberg, 1493.

Comme le Pentateuque, la Genèse a été écrite pendant l'exil à Babylone puis pendant la montée en puissance de Jérusalem comme place religieuse, donc vers le Ve siècle av. J.-C. La Genèse, notamment les récits de Création, a été compilée à partir de traditions juives et babyloniennes, probablement par des rédacteurs sacerdotaux[réf. incomplète]. La Création elle-même semble écrite tardivement dans ce processus, car les livres du Pentateuque n'y font pas référence.

### Structure: deux récits
Les deux récits de la création dans la Genèse se suivent dans les premières pages de la Torah (Pentateuque), de la Bible (Ancien Testament). Le livre de la Genèse présente en effet la création du monde suivant deux modèles : le premier débute par le compte rendu de la Création de l'Univers par Dieu, laquelle se produit en six jours, après lesquels Dieu se repose le septième jour. Ce premier récit est intitulé La Création. Le premier verset de ce premier chapitre est rédigé comme suit :

« Au commencement Dieu créa le ciel et la terre. »

Le second récit de la création dans Genèse 2 est juxtaposé au premier et se focalise davantage sur l'homme, moins préoccupé par la création et l'évolution de la Terre, ses créatures et ses caractéristiques.
Le verset 4 de Genèse 2 est rédigé comme suit :

« Voici les origines du ciel et de la terre quand ils furent créés. »

### Différences de style et de vocabulaire
Les deux récits présentent des différences de style et de vocabulaire. Dès le premier verset de Genèse 2, une différence radicale de style apparaît entre le premier et le second récit de la création.
Le premier récit se présente comme un chant, un poème rythmé par un refrain et composé de strophes. Genèse 1 est une grande liturgie de la création en sept jours et qui peut être lu pour lui-même, séparément du reste de l'Ancien Testament. Dans sa brièveté, c'est un prélude à ce dernier, un véritable poème. Le récit est tout à la gloire de Dieu qui se félicite de son œuvre. Il peut laisser penser qu'il se termine sur un temps achevé, définitivement beau.
Ce récit de la création est généralement attribué à la rédaction sacerdotale du Pentateuque. Il est structuré par des formules cadres de commandements (« Dieu dit »), d'accomplissement (« et il en fut ainsi »), d'approbation divine (« cela était bon ») et de l'énoncé du jour (« jour »). Dieu est toujours désigné par Elohîm. Parfois, l'accomplissement est remplacé par une exécution par Dieu lui-même. La création est organisée autour de onze paroles (« Dieu dit ») et de six jours. Le septième jour est consacré à l'instauration du shabbat.
Le second récit se présente comme un conte, une histoire racontée qui laisse le lecteur en attente de la fin immanquable : la transgression de l'interdit. Genèse 2 est d'un esprit plus concret mais aussi plus hésitant qui arrive finalement à la création de la femme et à l'union de l'homme et de la femme. C'est un récit en prose qui montre une histoire qui s'ouvre devant nous.
Genèse 2 baigne dans un langage mythique alors que Genèse 1 faisait disparaître les mythes.
Le nom de Dieu est modifié d'un récit à l'autre : dans le premier récit, il est question d'Elohim, dans le second d'YHWH. « Elohim » est un nom universel pour Dieu tandis que « YHWH » est le nom spécifique du Dieu d'Israël tel qu'il sera révélé à Moïse. C'est la marque du caractère universel, intemporel du premier récit qui est grandiose et le particularisme du second centré sur la Terre, sur l'affrontement de l'homme à la dure réalité.
Le verbe utilisé pour exposer l'action de Dieu diffère du premier récit au second. Le premier utilisait le verbe hébreu bara qui signifie créer mais ne s'applique qu'à Dieu. Par contre, ce verbe n'apparaît pas dans le second récit. Ce sont les verbes courants, moins précis comme faire, modeler qui sont utilisés, qui ne sont pas spécifiques à l'action de Dieu. Dieu ressemble alors de ce fait aux dieux de la mythologie, il a moins de majesté, il est le potier qui façonne. C'est que le second récit appartient à une source plus ancienne, moins élaborée, plus proche du genre mythique.

### Différence dans la succession des événements dont la création de l'homme et de la femme
Dans le premier récit, la création de l'homme arrive le sixième jour comme une apothéose, après que toute la création, les animaux et les végétaux, ont été mis en place : « 26. Puis Dieu dit : Faisons l’homme à notre image, selon notre ressemblance, et qu’il domine sur les poissons de la mer, sur les oiseaux du ciel, sur le bétail, sur toute la terre, et sur tous les reptiles qui rampent sur la terre. »
« 27. Dieu créa l’homme à son image, il le créa à l’image de Dieu, il créa l’homme et la femme. 28. Dieu les bénit, et Dieu leur dit : Soyez féconds, multipliez, remplissez la terre, et l’assujettissez ; et dominez sur les poissons de la mer, sur les oiseaux du ciel, et sur tout animal qui se meut sur la terre. »
(Gn 1,26–1,28). Le mot « dominer » est la traduction de l'hébreu kabash, et « soumettre » est la traduction de l'hébreu radah,.
Dans le second récit, l'ordre est inversé : l'homme vient en premier, dès le second verset du chapitre comme dans le vieux mythe sumérien d'Enlil,. « L’Éternel Dieu forma l’homme de la poussière de la terre, il souffla dans ses narines un souffle de vie et l’homme devint un être vivant. » (Gn 2,7–). Mais l'homme n'arrive pas dans un décor achevé comme dans le premier récit. L'homme n'existe pas pour soi mais en relation avec la terre qu'il est chargé de travailler :
« L'Éternel Dieu prit l'homme, et le plaça dans le jardin d'Éden pour le cultiver et pour le garder. »
(Gn 2,15–). La création est décrite comme en attente à la fois de l'homme et de la rosée qui permet la fécondation de la terre.
Quant à la femme, elle est créée à partir de la chair de l'homme en Gn 2,21–2,22.
Cette création des animaux qui répond à la solitude de l'homme rappelle la création d'Enkidu, le personnage de la mythologie sumérienne dans l'Épopée de Gilgamesh. Enkidu qui ne trouvera sa pleine humanité que par l'irruption de la femme.
De même, Adam « ne trouva pas d'aide qui fut son vis-à-vis » auprès des animaux . L'homme attend un vis-à-vis qui lui soit semblable. Le travail de la terre, les animaux ne peuvent pas combler sa vie.

## Judaïsme
Si le judaïsme envisage une Création ex nihilo, l'idée de la Kabbale porte sur un Dieu infini qui crée de son être même et dans un mouvement de retrait ou de contraction appelé tsimtsoum, dans le but de permettre l'existence d'une réalité extérieure à lui. Cette thèse, amorcée par le kabbaliste Nahmanide (XIIIe), et développée en concept cosmologique fondamental par Isaac Louria (XVIe), part de l’idée que la transcendance divine, le En Sof (l’Infini), ne laisse aucune place à la création car il n’est pas possible d’imaginer en son être un domaine qui ne soit pas déjà en lui. Par conséquent, la création n’est possible que par « le retrait de Dieu en lui-même », c’est-à-dire par le tsimtsoum par lequel Dieu se contracte ou se concentre en lui-même pour permettre à quelque chose qui n’est pas le En Sof d’exister. Cet « espace » primordial, appelé tehiru par Louria, est un terme repris du Zohar.

### Rachi, Maïmonide et Gersonide
La position de l'exégète et décisionnaire Rachi de Troyes (XIe) « relie les deux premiers versets [de la Genèse], de façon à ce qu’il soit possible de comprendre le premier comme conduisant au second, dans le sens où au moment où Dieu est sur le point de créer le monde, l’état des choses était ainsi, la Terre était chaos ».
Dans son commentaire du premier verset de la Genèse,, le philosophe et talmudiste Maïmonide (XIIe) propose que « le premier verset décrive la Création tout entière, en une fois, la description de la Création en six jours expliquant, non nécessairement dans l’ordre chronologique, les différentes modalités de la Création), mais plutôt un avant-propos à tout ce qui est dit par la suite sur la Création en sept jours – sorte de déclaration liminaire et solennelle résumant ce dont il va s’agir plus loin ». Il considére qu'« […] Il est impératif de commencer la Torah par Au commencement, Dieu créa, car c’est la racine de la foi, et celui qui n’y croit pas et pense que le monde est antérieur est un hérétique et il n’a pas du tout de Loi ». D'après le philosophe des religions Yeshayahou Leibowitz, pour Maïmonide, la Création est de l’ordre du possible. « On ne peut trancher la question de la Création ni du point de vue logique ni du point de vue de notre propre savoir scientifique. […] La reconnaissance de Dieu ne dépend pas de la reconnaissance du fait qu’il est le Dieu du monde mais de sa reconnaissance comme Dieu, indépendamment des problèmes de la Création du monde. […] Le fondement de la foi [pour Maïmonide] est la croyance en Dieu du point de vue de sa divinité et non de celui de la fonction qui lui est attribuée »,
Cependant, le disciple de Maïmonide, le philosophe et scientifique rabbi Levy Ben Guerchon dit Gersonide (XIIe-XIIIe) soutient la thèse platonicienne de la Création à partir d’un monde primitif, exposée dans Timée.

### Rosenzweig
Dans L'Étoile de la Rédemption, le philosophe et théologien Franz Rosenzweig avance que « Le commencement des actes de la Création de Dieu est que son esprit “plane” […]. La chose et l’acte éclosent tous deux et montent ici sous forme de qualificatifs […] se trouvant sur le bord inférieur, là où montent et la chose et l’acte à partir de ce qui n’est encore ni chose ni encore moins acte. […] Dieu parle, pourtant sa parole ne résonne encore que comme quelque chose qui parlerait en lui, et non lui-même ».

### Texte massorétique
D’après le texte hébraïque tel qu’il a été transmis par l’école massorétique de Tibériade, Dieu crée les cieux et la terre, et la terre est tohu et bohu, ténèbre sur le tehom (abîme), et souffle divin à la face des eaux. Il suscite alors la lumière et, voyant qu’elle est bonne, l’appelle « jour » tandis que la ténèbre est appelée « nuit » : « et ce fut soir et ce fut matin, jour un » (Gn 1:1-5).
Dieu suscite ensuite un espace (raqia) pour séparer les eaux qui seront au-dessus de lui des eaux qui seront en dessous ; il le nomme « cieux, et ce fut soir et ce fut matin, second jour » (Gn 1:6-8).
Dieu dit aux eaux sous les cieux de se réunir en un endroit afin que le sol apparaisse ; le sol est appelé « terre » tandis que le conglomérat d’eaux est appelé « mers », et Dieu voit que c’est bon. Il dit alors à la terre de se couvrir d’herbes engendrant une semence, d’un arbre à fruit faisant un fruit selon son espèce et dans lequel est sa semence ; ce fut fait : la terre fait sortir des herbes engendrant une semence selon son espèce, et un arbre faisant un fruit dans lequel est sa semence selon son espèce. Dieu vit que c’était bien, « et ce fut soir et ce fut matin, troisième jour » (Gn 1:9-13).
Dieu suscite des luminaires dans l’espace des cieux afin de distinguer entre le jour et la nuit et de signaler les moments fixés, les jours et les années, et d’éclairer la terre. Il en fut ainsi : Dieu fit les deux grands luminaires, le grand luminaire pour régir le jour, le petit luminaire pour régir la nuit, et les étoiles ; il les plaça dans l’espace des cieux pour éclairer la terre, pour régler le jour et la nuit, et pour distinguer la lumière des ténèbres. Dieu vit que c’était bien, « et ce fut soir et ce fut matin, quatrième jour » (Gn 1:14-19).

## Christianisme

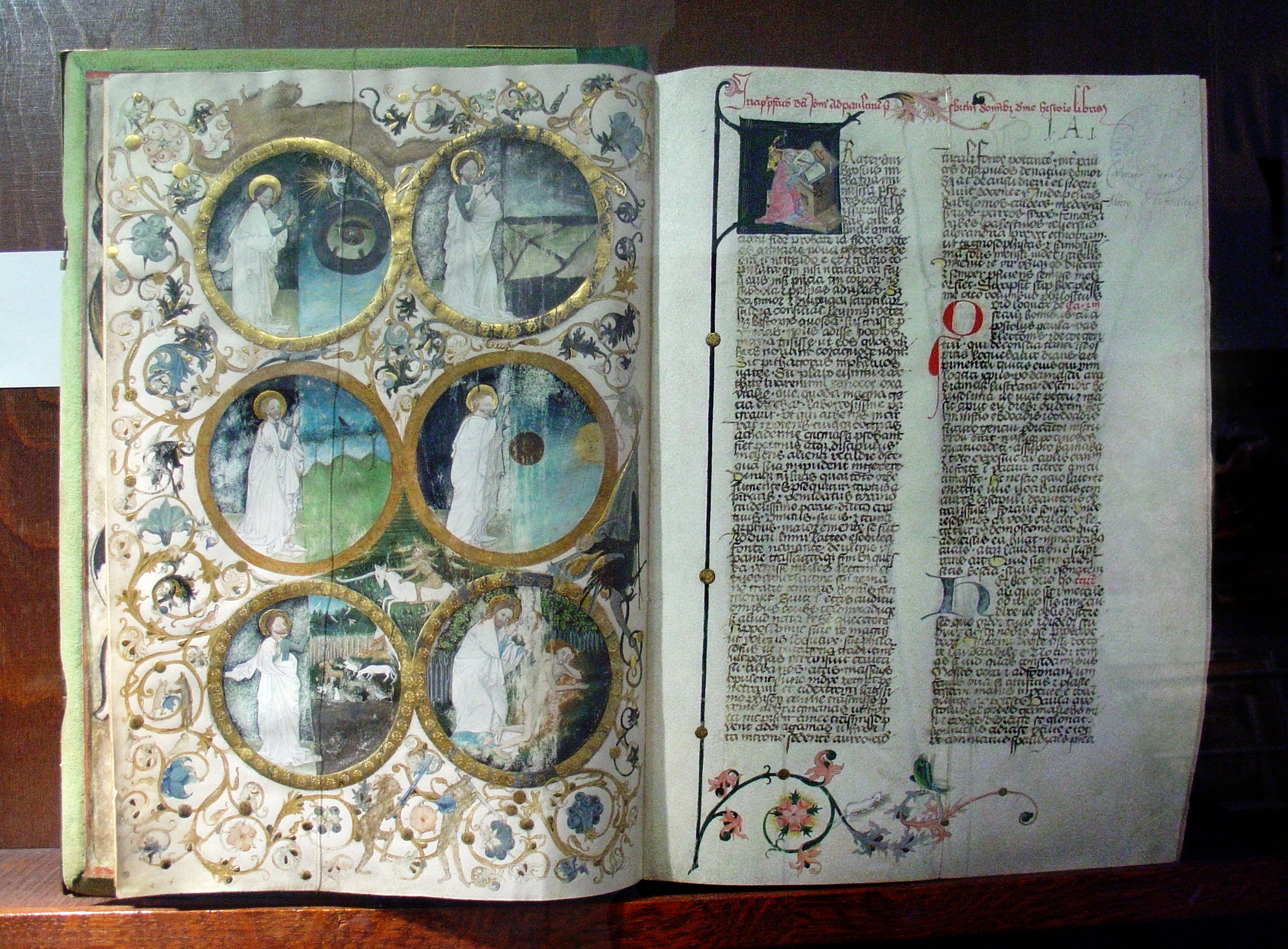
La Création du monde en six jours, enluminure de la Bible de Jan de Selmberk (1440), bibliothèque du monastère de Strahov, Prague.

### Christianisme ancien

#### Irénée de Lyon
Dans son ouvrage Contre les hérésies, Irénée de Lyon, vers 180, en s'appuyant sur le livre de la Sagesse (1, 14) affirme à plusieurs reprises (I, 22, 1; II, 30-9) que lors de la création, Dieu a tout fait librement et à partir de rien. (I, 2,4, II, 10,11, II, 11, 1), et comme il l'a voulu. En outre la création a été réalisée pour l'homme (IV, 7, 4), et Dieu créateur est manifesté par sa création (II, 9, 1). Enfin, c'est par son Logos et son Esprit que Dieu a tout fait, gouverne tout et donne l'être a tout. (I, 22, 1).

#### Théophile d'Antioche
Marie-Ange Calvet-Sébasté a, dans une note, attiré l'attention sur le passage de Théophile d'Antioche : « Dieu a tout fait à partir de rien » (Autolykos I, 4) exprimant la création du monde à partir de rien.

#### Origène
Origène a écrit, vers 250) des homélies sur la Genèse. Il connaissait le prophète Ézéchiel et, d'autre part, il a repris la tradition juive d'interprétation des Saintes Écritures selon quatre sens, pour la lecture des textes sacrés. Considéré comme le fondateur de l’exégèse biblique, il rejetait une interprétation littérale de la Genèse : « Quel est l'homme de sens qui croira jamais que, le premier, le second et le troisième jours, le soir et le matin purent avoir lieu sans soleil, sans lune et sans étoiles, et que le jour, qui est nommé le premier, ait pu se produire lorsque le ciel n'était pas encore ? Qui serait assez stupide pour s'imaginer que Dieu a planté, à la manière d'un agriculteur, un jardin à Éden, dans un certain pays de l'Orient, et qu'il a placé là un arbre de vie tombant sous le sens, tel que celui qui en goûterait avec les dents du corps recevrait la vie ? À quoi bon en dire davantage lorsque chacun, s'il n'est dénué de sens, peut facilement relever une multitude de choses semblables que l'Écriture raconte comme si elles étaient réellement arrivées et qui, à les prendre textuellement, n'ont guère eu de réalité ».

#### Augustin d'Hippone
Augustin a placé dans l'être éternel de Dieu le fondement des idées platoniciennes dont il assurait ainsi la réalité, les choses créées exprimant l'exemplaire divin, et n'existant toutes qu'en vertu d'un libre choix du Créateur qui les a projetées dans l'être. Tout, y compris le temps, procède de l'acte créateur de Dieu qui a déposé dans la matière, un trésor latent de forces constituées d'après les exemplaires éternels que sont les idées divines correspondant aux essences des choses, raisons séminales qui produiront au temps adéquat les êtres singuliers, d'où une possibilité d'évolution créatrice.
La création et le temps font l'objet de la partie XI des Confessions. Augustin voit dans les créatures, comme le fera plus tard Thomas d'Aquin, deux natures possibles : l'essence et la substance.
À la question que pose Augustin (« pourquoi Dieu n’a-t-il pas créé le monde avant le temps où il l’a créé ? »), Maître Eckhart répond : « Parce qu’il n’était pas. Il n’était pas avant le monde ».

### Moyen Âge

#### Thomas d'Aquin
L'affirmation de la création est au centre de la pensée de Thomas d'Aquin. Dieu et la création font l'objet de la Somme théologique, prima pars (1266-1268). La pensée de Thomas repose sur un approfondissement conjoint du livre de la Genèse, du passage du Buisson Ardent (Exode, 3, 14) où Dieu se présente comme : « celui qui est », et enfin du discours aux Athéniens (Actes des Apôtres (17, 22-28)), au cours duquel Paul de Tarse enseigne que nous « avons en Dieu la vie le mouvement et l'être ». Cela conduit Thomas, en s'appuyant également su le livre de la Sagesse (en 11, 25), à considérer métaphysiquement la création dans son ouvrage De ente et essentia, comme une dépendance des êtres créés contingents relativement à Dieu qui a l'être en lui-même, et dont l'essence est d'exister (analogie thomiste de l'être). Cet aspect métaphysique, ontologique, de la création, qui est selon Thomas d'ordre naturel, le théologien le distingue du commencement de la création (relaté dans le Livre de la Genèse) dans le temps qui est strictement de l'ordre de la révélation, et relève donc de la foi.

### Époque moderne

#### Réforme
Martin Luther a écrit un commentaire du Livre de la Genèse, chapitres 1 à 11.

#### Descartes et l'avènement de la science moderne
Avec René Descartes s'opère un changement radical dans la façon d'interpréter le premier chapitre de la Genèse. Dans la sixième partie du Discours de la méthode (1637), le philosophe français critique, sans la nommer, la métaphysique scolastique et prétend que les hommes peuvent se rendre « comme maîtres et possesseurs de la nature ».
Selon le théologien catholique Fabien Revol, l'historien américain Lynn White critique la façon dont le christianisme occidental a reçu une interprétation cartésienne du premier chapitre du livre de la Genèse, avec toutes les implications[Lesquelles ?] en ce qui concerne la relation au monde naturel.

## Iconographie

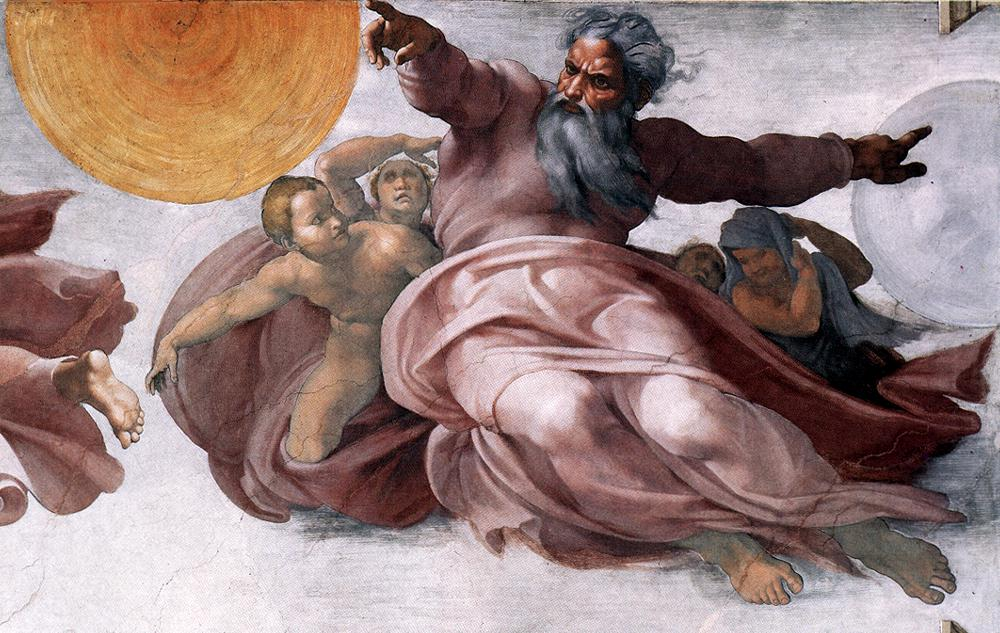
Michel-Ange, « Dieu crée la Terre, la Lune et le Soleil ».

L'épisode biblique de la Création qui apparaît dans la Genèse a donné lieu à des œuvres célèbres de la peinture et de la sculpture occidentale, notamment le plafond de la Chapelle Sixtine de Michel-Ange.

## Musique
- Hymne grégorienne Rector potens verax attribuée à Ambroise de Milan.
- La Création de Joseph Haydn.